# Ingrid Berzau

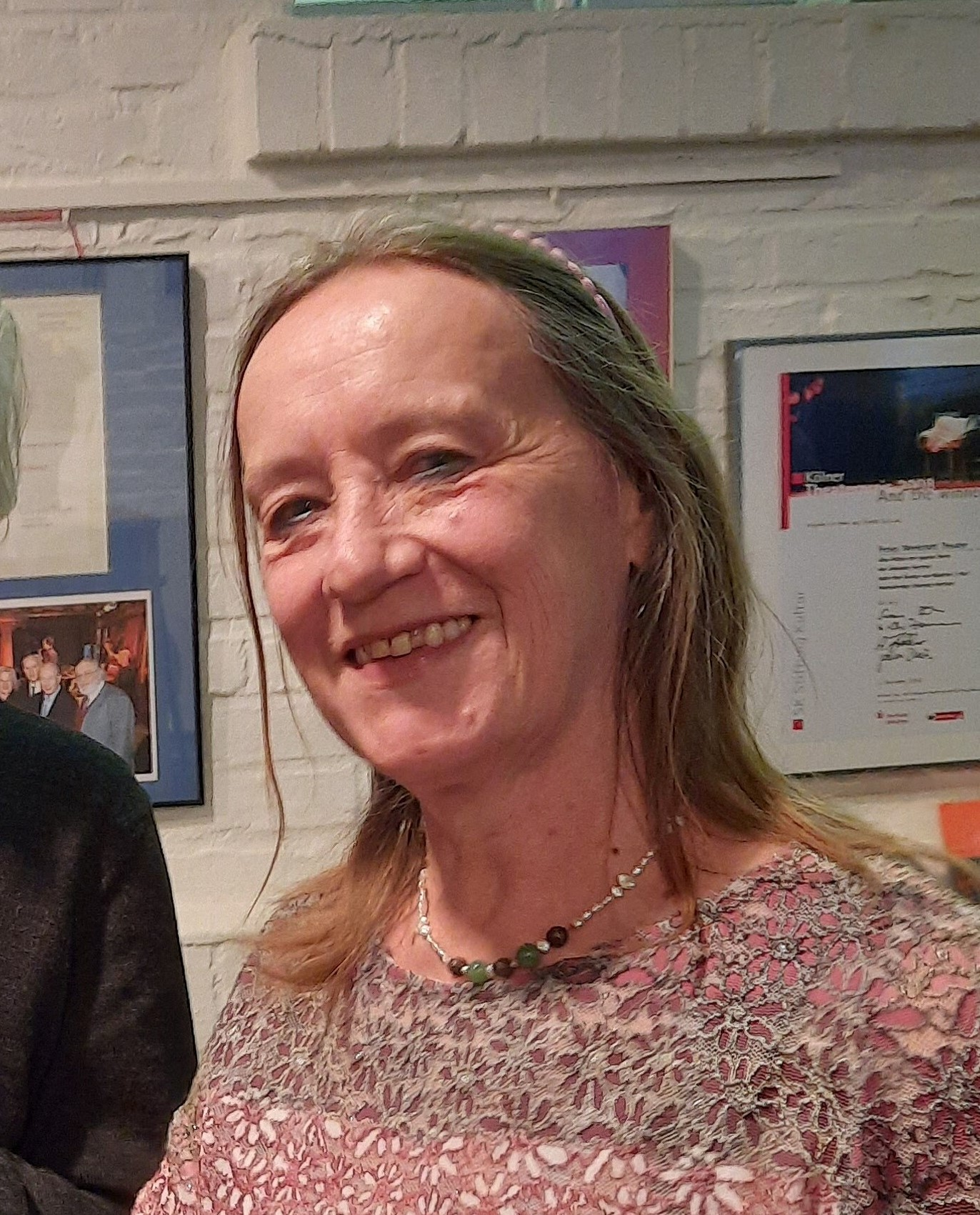
Ingrid Berzau (2022)

Ingrid Berzau (* 14. August 1952 in Köln) ist eine deutsche Schauspielerin, Tanzpädagogin, Bühnenautorin, Theaterregisseurin und Theaterleiterin am Freien Werkstatt Theater Köln und Altentheater Köln.

## Leben
Berzau ist die Tochter des Dichters und Liedermachers Henner Berzau. Sie besuchte Schulen in Remscheid-Lüttringhausen, München und Wien und studierte anschließend Tanzpädagogik bei Rosalia Chladek an der Musikhochschule Wien sowie Rhythmisch-Musikalische Erziehung an der Musikhochschule Köln. In der Folge war sie als freiberufliche Bewegungspädagogin und Choreographin tätig und hatte einen Lehrauftrag Bewegungspädagogik und Improvisation an der Musikhochschule Köln für das Rhythmikseminar und die Opernschule inne. Ab 1984 war sie als Schauspielerin, Regisseurin, Theater- und Tanzpädagogin am Freien Werkstatt Theater und Altentheater Köln tätig. Ab 1986 war sie zusätzlich Leiterin des Freien Werkstatt Theaters und des Altentheaters zusammen mit Dieter Scholz. Im Jahr 2012 beendete sie die Leitung des Freien Werkstatt Theaters, behielt die Leitung des Altentheaters aber bei.
Im Dezember 2022 beendeten Scholz und Berzau ihre Theaterlaufbahn mit der Nummern-Revue Vom Sagen und Schreiben – entstanden aus Briefen, die die Ensemblemitglieder des Altentheaters während der COVID-19-Pandemie in Deutschland an die beiden Theaterleiter geschrieben hatten.

## Produktionen
- Vom Sagen und Schreiben[2]
- Lebenslied[6]
- Ausgetrickst – nicht mit uns[7]
- Ein Lieben lang[8]
- Vom Leben[9]
- Wir, die Alten!
- Ewig jung[10]
- Spätsommergäste
- Herbstreise
- Alle Tage Sonntag[10]
- Mülheimer Geschichten
- Jahrhundertrevuel[11]
- Kinddäuf unger Krahnebäume

## Projekte
- Bundesweites Modellvorhaben. Dreijähriges Modellvorhaben am FWT „Spiel und Theater mit älteren und alten Menschen und gemischtaltrigen Gruppen“ als berufsbegleitende Fort- und Weiterbildung für Fachkräfte in der Altenarbeit.[12]
- Alt und Jung – Im Freien Werkstatt Theater kommen die Generationen zusammen[13]
- Altenheimtourneen[14][15]

## Ehrungen
- 2010: Bundesverdienstkreuz am Bande[16]